# 陳蕙 (景泰進士)
陳蕙（1416年—？），字秀儀，江西吉安府永豐縣人，民籍，明朝政治人物。進士出身。

## 生平
江西鄉試第六名。景泰二年（1451年）辛未科會試第七十六名，殿試登進士第二甲第七十五名。

## 家族
曾祖陳無息。祖父陳秉中。父亲陳伯威。